# Club Deportivo Vitoria
|  | No s'ha de confondre amb CD Aurrerá de Vitoria. |

El Club Deportivo Vitoria és un equip de futbol de Vitòria, al País Basc. Fundat el 1945, el seu primer equip és actualment l'equip de formació de la SD Eibar i juga a la Tercera Divisió – Grup 4, on disputa els partits de casa al Complex Esportiu d'Unbe d'Eibar, Guipúscoa.
El club també té un equip B que competeix a nivell provincial i una escola de futbol dins de la seva secció de futbol, així com una secció de bàsquet.